# Hegra (Norvège)
Pour les articles homonymes, voir Hegra.
Hegra est une localité et une paroisse de la commune de Stjørdal du comté de Trøndelag. La localité se situe à l'extrémité est de la commune. Le centre de la localité est le village de Hegramo qui compte 876 habitants au 1er janvier 2012. Hegramo se situe au nord de la rivière Stjørdalselva, au sud se trouve le quartier de Hembre avec la  gare de Hegra. La Meråkerbanen et la route européenne 14 traverse la localité. 
Hegra vit principalement de l'agriculture et de la sylviculture. On trouve également des gravures rupestres à Lerfald. On trouve aussi la forteresse d'Hegra assiégé en avril-mai 1940. 
Le 1er janvier 1962, Hegra Skatval, Lånke ont été fusionnées dans la commune de Stjørdal.

## Personnalités de la commune
- Lieu de naissance de Jon Leirfall, un politicien né le 7 octobre 1899 et mort le 12 juin 1998.
- Ida Basilier-Magelssen (1846–1928), cantatrice (soprano) finlandaise y est morte